# Scomber
Scomber es un género de peces perciformes de la familia Scombridae.

## Especies
Se reconocen las siguientes especies:
- Scomber australasicus
- Scomber colias
- Scomber japonicus
- Scomber scombrus